# Nicolau Acciaiuoli
Nicolau Acciaiuoli (em italiano: Niccolò Acciaiuoli; Montespertoli, 12 de setembro de 1310 — Nápoles, 8 de novembro de 1365) foi um político italiano, filho natural de Acciaiolo Acciaiuoli, da família florentina dos Acciaiuoli. Casado com Joana I de Nápoles, foi grão-senescal do reino e mais tarde, vice-rei da Apúlia. Os seus sucessores regeram os  ducados de Atenas, Tebas e Corinto, até à conquista pelo Império Otomano.
Fez construir em Galluzzo, nas proximidades de Florença, a magnífica Cartuxa de Florença, onde está sepultado juntamente como vários outros membros da família Acciaiuoli.

## Descendência
Teve quatro filhos, mas nenhum deles teve longa descendência:
- Lourenço Acciaiuoli (morto em 1353), patrício napolitano;
- Ângelo Acciaiuoli (morto em Messina, 1380), conde;
- Lourenço Acciaiuoli, barão;
- Benedito Acciaiuoli, conde.